# Sant Pau de Riu-sec
Sant Pau de Riu-sec és una església romànica al municipi de Sabadell (Vallès Occidental) protegida com a bé cultural d'interès local.

## Arquitectura
Església d'una sola nau, rectangular, amb volta apuntada, de llum menor a la nau i semicircular a l'absis, i feta de canyís. L'absis està reforçat per fora amb bandes de pedra. A la façana hi ha una finestra geminada de capitell trapezoidal, les altres finestres són d'arc de mig punt.

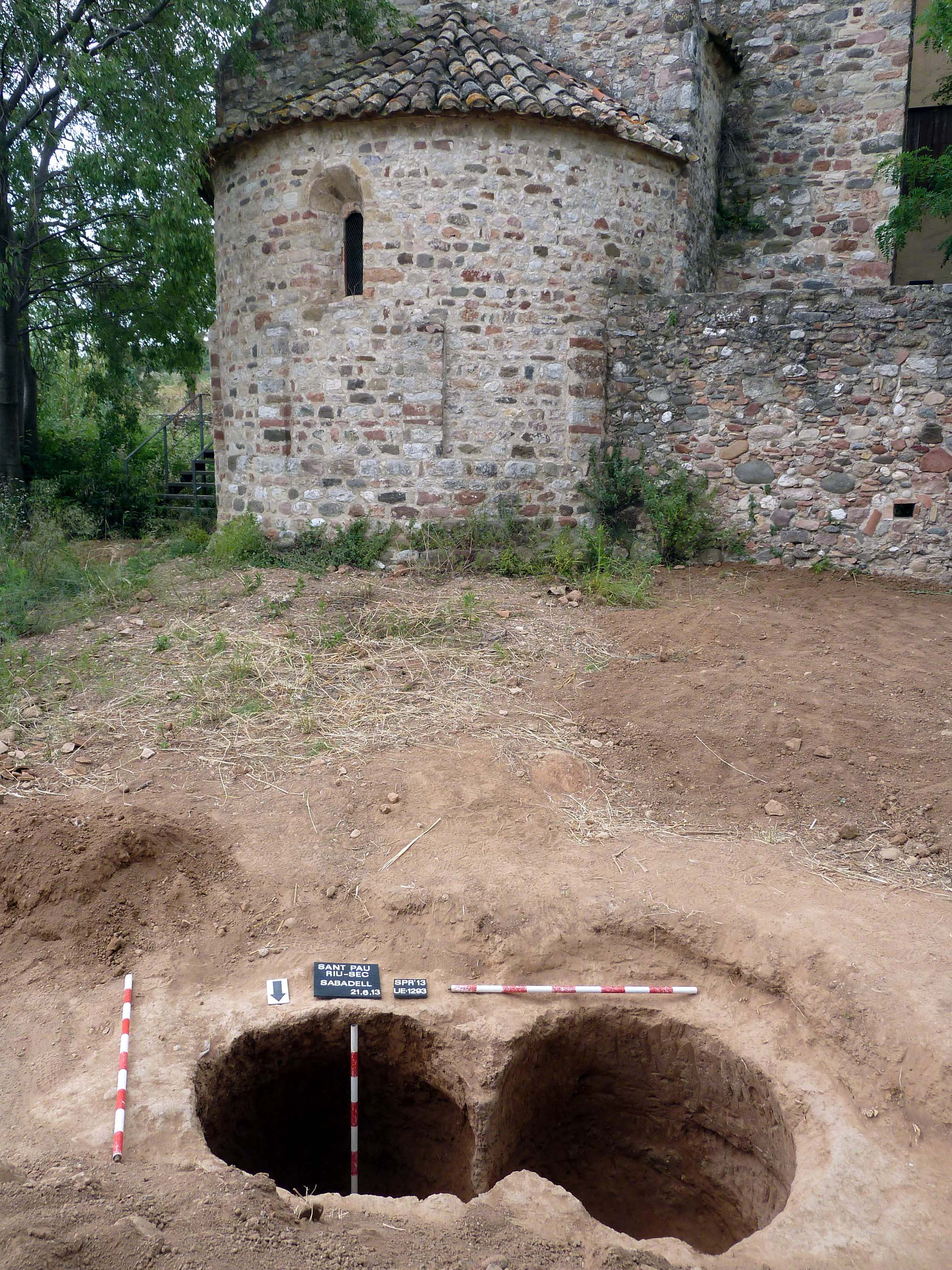
Excavacions a Sant Pau de Riu-sec: sitges d'emmagatzematge de cereals d'epoca medieval.

El campanar està acabat amb una punta piramidal i té a les seves parets unes escissions de tipus llombard. Està coronat per quatre finestres que mostren una tipologia pròxima a l'arc de ferradura mossàrab. A l'interior no hi ha restes especialment notables.

## Història
"Rivo Sico" (Riu-sec) era una quadra situada, segons alguns documents medievals, entre Castro Octavio (població romana que fou el nucli original de Sant Cugat del Vallès) i Rahona, actual Sabadell.
L'any 955 apareix en una escriptura el nom de Riu-sec. El febrer de l'any 1054 tingué lloc la consagració de l'església per mà dels bisbes Guifred de Narbona i Guislabert I de Barcelona.
Malgrat la manca de documents, presumiblement fou una possessió de l'orde del Temple adscrita a la Comanda de Palau Solità que en ser suprimit aquest orde passà al de l'Hospital de Sant Joan. Està molt documentada com a possessió hospitalera fins a la desamortització del segle xix. El 1868 passà a la jurisdicció de la Puríssima i el 1874 a la de Sant Fèlix. L'antiga talla gòtica de la Mare de Déu de Riusec es conserva a l'Església de la Puríssima.

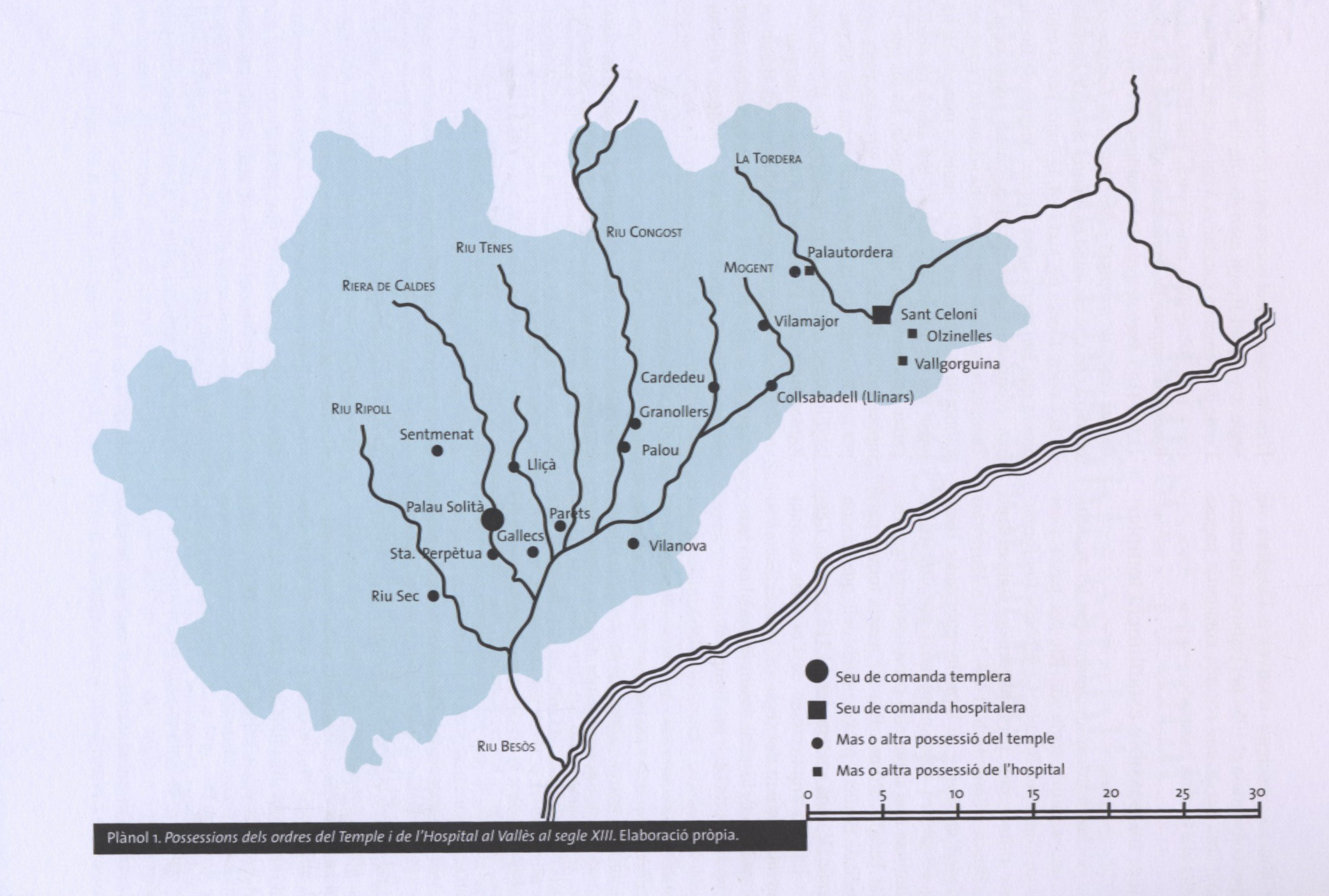
Mapa de les possessions del Temple i Hospital al Vallès, segle XIII